# Голландский соус
Голла́ндский со́ус (фр. sauce hollandaise), оландез — горячий яично-масляный соус. Один из основных соусов французской кухни.

## История
В 1651 году Франсуа Пьер де ла Варенн в своей поваренной книге «Французский повар» приводит рецепт подобного соуса в рецепте «Спаржи в ароматном соусе».
В XVII веке голландский соус, известный в настоящее время, был производным от более ранних форм соуса, который, предположительно, появился во Франции благодаря гугенотам. Возможно, это был фламандский или голландский соус, загущенный яйцами, представлявший собой сладкий крем, с небольшим количеством масла, добавляемого для придания структуре однородности.
Большинство историков считает, что голландский соус изначально носил название «соус Исиньи» по городу в Нормандии Изиньи-сюр-Мер, известному своим маслом. Сегодня Нормандия имеет репутацию «кремовой столицы» Франции. Во время Первой мировой войны производство сливочного масла во Франции приостановилось и его импортировали из Голландии. Тогда название соуса и было изменено на голландский с целью указать на происхождение одного из ингредиентов блюда, и впоследствии наименование соуса не менялось.

## Рецепт
В глубокий сотейник помещают свежие желтки и небольшое количество уксуса, добавляют сливочное масло (нарезанное на кусочки). Варят при минимальном нагреве (лучше на водяной бане), постоянно помешивая лопаткой или венчиком. Как только смесь слегка загустеет, снимают с огня. Добавляют соль и лимонный сок.
Соус подаётся к цветной капусте, спарже, топинамбуру, артишокам, отварной рыбе. Используется в блюде яйца Бенедикт.